# Дроздовський Іоанн Дмитрович
Іоанн Дмитрович Дроздовський (18 квітня 1865 — ?) — священник Російської православної церкви, депутат Державної думи Російської імперії IV скликання від Полтавської губернії.

## Життєпис
Народився 18 квітня 1865 року.
1885 року закінчив Полтавську духовну семінарію. Призначений священником до села Антипівка Золотоніського повіту Полтавської губернії. З 1889 року був членом Золотоніського відділення єпархіальної училищної ради. 1897 року призначений благочинним у Золотоніському повіті. Володів ста десятьма десятинами землі.
19 жовтня 1912 року обраний депутатом Державної думи Російської імперії IV скликання від Полтавської губернії. Входив до фракцій націоналістів та помірковано-правих, а після її розколу в серпні 1915 року був прихильником Петра Балашова. Працював у таких комісіях як бюджетній, у справах старообрядців, фінансовій, для розгляду законопроєкту про зміну статуту про пенсії та одноразові допомоги, у справах віросповідання, щодо народної освіти.
Подальша доля невідома.
Був одружений, мав чотирьох дітей.